# Trần Thị Thúy Nga
Trần Thị Thúy Nga (sinh ngày 28 tháng 12 năm 1991) là một cầu thủ bóng đá nữ người Việt Nam hiện đang thi đấu ở vị trí hậu vệ cho Thái Nguyên T&T và đội tuyển bóng đá nữ quốc gia Việt Nam.

## Danh hiệu

### Câu lạc bộ
Thái Nguyên T&T
- Cúp Quốc gia: 
  - Hạng ba: 2019

### Quốc tế
Đội tuyển Việt Nam
- Đại hội Thể thao Đông Nam Á:
  - Huy chương vàng: 2023